# Вертоград заключенный
Вертогра́д заключе́нный — икона Богородицы работы иконописца Оружейной палаты Никиты Павловца, написанная в 1670-х годах. Находится в собрании Государственной Третьяковской галереи, куда поступила в 1940 году из частного собрания московского коллекционера князя С. А. Щербатова.
Образ Богородицы «Вертоград заключенный» основан на популярной в западноевропейском искусстве иконографии hortus conclusus. В Православной церкви икона Богородицы «Вертоград заключенный» почитается как чудотворная, её празднование совершается 14 марта по юлианскому календарю.

## Описание иконы
Икона написана на цельной липовой доске, имеет две торцевые шпонки. Иконная доска двойная — с тыльной стороны к липовой доске приклеена кипарисовая. Икона имеет небольшие размеры — 32,5 на 28,5 см. Средник иконы, её поля и торцы оклеены цельным куском залевкашенной паволоки, частично повреждённой.
В целом сохранность иконы оценивается как хорошая:636. Внизу иконы вдоль лузги помещена киноварная надпись: «…го писал сии образ иконописец Никита Иванов сын Ерофеев Павловец». В отличие от имени мастера, имя заказчика иконы неизвестно. На верхнем поле золотой вязью выполнена надпись: «Образ Пресвятыя Богородицы Вертоград Заключенный». Главной утратой живописи иконы является изображение Святого Духа в виде голубя, располагавшееся в верхней части иконы, в арке над фигурами ангелов. От него сохранились только фрагменты с изображением крыла и головы с красным глазом.
Изображение райского сада на иконе дано в аксонометрической перспективе. Сад, изображённый на иконе в виде регулярного, написан под влиянием многочисленных дворцовых и боярских садов, современных иконописцу. Ближайшим его прототипом называют Царицын луг в Замоскворечье (большой царский сад, располагавшийся напротив Кремля). На боковых грядках сада помещены 12 деревьев. Сад имеет четырёхугольную форму, огорожен золотой оградой с серебряными балясинами. Ограду украшают золотые вазы с гвоздиками и тюльпанами. В саду произрастают цветы и находится водоём, у которого помещены вазы с цветами, аналогичными украшающим изгородь. Водоём, расположенный в нижней части иконы, заменяет часть ограды. По сторонам сада изображены светло-зелёные холмы с редкими кустарниками и деревьями.
В водоём выступает площадка, похожая на амвон, на которой стоит Дева Мария в царских одеждах: нижняя одежда из тяжёлой зелёной парчи, расшитой крупным серебряным растительным узором, мафорий малинового цвета выстлан золотом, подкладка мафория и головной плат розовые, расшитые серебряными звёздами. По мнению профессора Российской академии живописи, ваяния и зодчества В. Г. Брюсовой, лик Богородицы тщательно проработан и написан в ушаковской манере. Над головой Богородицы изображены два ангела, венчающие её короной. В правую руку Богородицы помещена красная гвоздика. На руках Богородицы находится Богомладенец в царских одеждах и в короне. Его правая рука сложена в благословляющем жесте, а в левой помещена держава. Младенец Иисус и ангелы одеты в хитоны и гиматии, изображённые в светло-зелёных, розовых и алых тонах с золотыми пробелами.
На заднем плане помещено изображение неба в голубоватых тонах с розовыми отблесками. На нём изображены серебряные звёзды, луна (справа) и солнце (слева). Небо выходит за пределы иконного ковчега и продолжается на верхнем поле иконы, где его обрамляет трёхлопастная арочка с золотым барочным орнаментом.

## Символизм
Название иконы основано на стихах книги «Песнь песней Соломона», в которых приводится описание рая: 

Вертоград заключен, сестра моя невеста, вертоград заключен, источник запечатлен. Леторасли твоя сад шипков с плодом яблочным, кипри с нардами, нард и шафран, трость и киннамон со всеми древами ливанскими, смирна, алой со всеми первыми миррами, источник вертограда, и кладязь воды живы и истекающия от Ливана
— Песн. 4:12-15
В буквальном прочтении в тексте «Песни песней» «изображается взаимная пламенная любовь жениха и невесты, завершившаяся брачным союзом; в женихе видят обыкновенно самого Соломона, а в невесте — одну из его жен, называемую в «Песни песней» Суламитой». В святоотеческих толкованиях «Песни песней» образы невесты и сада связываются с Богородицей. В этом толковании на её приснодевство указывают слова «вертоград заключен, источник запечатлен», а садовый источник живых вод — это Иисус Христос, который входит в сад, не нарушая девства Богородицы.
В православных песнопениях образ вертограда также связывается с Богородицей: «Вертоград затворен Тя Дево Богородице, и запечатан источник Духом Божественным, премудрый в песнех поет: тем же яко сад жизни, воплощается Христос». Кроме того, в гимнографических образах рая часто приводится образ ограждённого сада, так как ограда связывается со спасением и изоляцией от греха.

### Символика иконы Никиты Павловца
По мнению искусствоведов В. И. Антоновой и Н. Е. Мнёвой, икона Никиты Павловца основана на западноевропейских образцах данной иконографии (по мнению научного сотрудника ЦМиАР С. Н. Липатовой, ближайшим по иконографии примером является миниатюра из сборника песнопений братии монастыря Пюи-ле-Шан из Амьена, 1517 год), а не копирует изображение Богородицы в райском саду в окружении двух ангелов, известное по православным иконам Страшного суда (об аналогах иконы Никиты Павловца см. ниже). При этом им был создан ряд символических деталей:645:
- Богородица, изображённая на выступе пруда как на амвоне, символизирует Царские врата;
- по другому предположению фигура Богородицы на амвоне с Богомладенцем на руках символизирует евхаристию;
- красная гвоздика в руке Девы Марии указывает на крестные муки Иисуса Христа и пролитую им кровь (символ полностью заимствован из западноевропейской иконографии[10]);
- двенадцать деревьев на боковых грядках сада символизируют двенадцать апостолов, четыре из них изображены более высокими и указывают на евангелистов;
- Святой Дух в виде голубя в верхней части иконы и вода в нижней указывают на таинство крещения;
- образ сада на иконе отражает средневековое представление о рае, где «прекрасные эти сады стояли там рядами, как стоит полк против полка»[11].

Искусствовед Н. М. Турцова указывает, что:649
на иконе Никиты Павловца представлено изображение неразрывной связи вечных священных образов: Богоматерь — древо жизни — райский сад — Церковь, позволяющее представить историю мира как историю единой Церкви, как „насаждение“ идеи грядущего Царства Небесного — возвращение обновлённого Рая.